# Camponotus sachalinensis
Camponotus sachalinensis é uma espécie de inseto do gênero Camponotus, pertencente à família Formicidae.